# John Wick 3

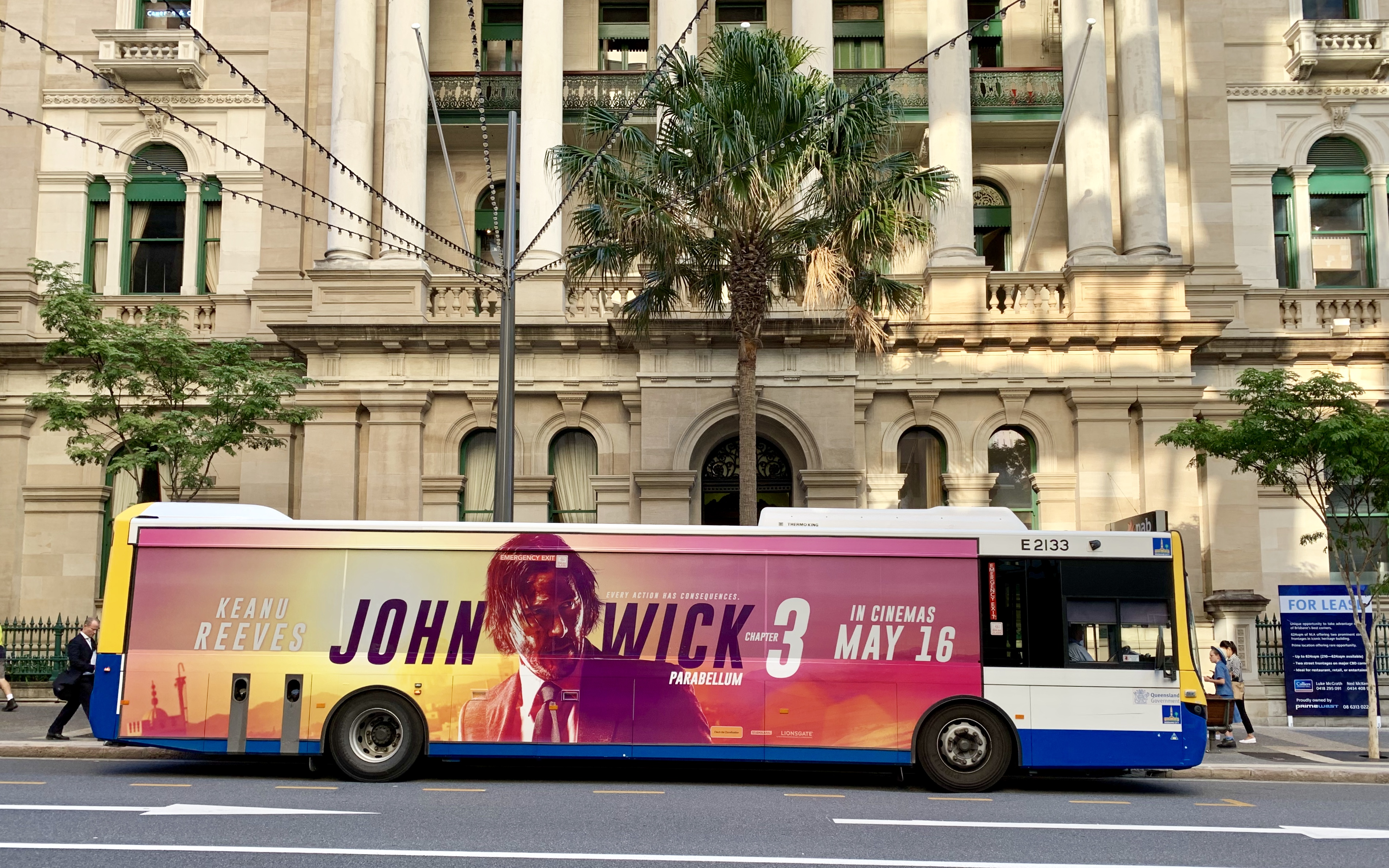
Reklama filmu na autobusie w Brisbane

John Wick 3 (ang. John Wick: Chapter 3 – Parabellum) – amerykański thriller neo-noir z 2019 roku w reżyserii Chada Stahelskiego, z Keanu Reevesem w tytułowej roli. Kontynuacja filmów John Wick (2014) i John Wick 2 (2017).

## Fabuła
John Wick, który po wydarzeniach z części poprzedniej zostaje „ekskomunikowany”, ucieka przed zabójcami, ponieważ za jego głowę oferowane jest 14 milionów dolarów. W międzyczasie Sędzia wyrzuca Winstona oraz Króla Bowery z ich posad. John zwraca się z prośbą o pomoc do Dyrektorki, która wychowała go w dzieciństwie. Wickowi udaje się ją przekonać, by pomogła mu w transporcie do Maroka.
Dotarłszy do Afryki, John prosi o pomoc swoją dawną znajomą, Sofię, która zgadza się, by spłacić dług z przeszłości. Kobieta prowadzi go do Berrady, a on ujawnia jak dostać się do Starszego, który może odwołać wyrok. John rusza na przeprawę przez pustynię i gdy jest już na granicy śmierci, zostaje uratowany. Wick, by dowieść, że nie zdradził Rady, musi odciąć sobie palec i wyeliminować Winstona.
Winstonowi udaje się jednak przekonać tytułowego bohatera, by przeszedł na jego stronę. Wick wraz z Charonem eliminują oddział Rady, po czym Johnowi udaje się pokonać Zero i jego uczniów. Po rozmowie z Sędzią, Winston odzyskuje swoją pozycję i strzela do Wicka, który spada z dachu. Mężczyźnie udaje się jednak przeżyć i zostaje zabrany do Króla Bowery, który nakłania go do zemsty.

## Obsada
- Keanu Reeves – John Wick
- Ian McShane – Winston
- Mark Dacascos – Zero
- Laurence Fishburne – Król Bowery
- Asia Kate Dillon – Sędzia
- Halle Berry – Sofia
- Lance Reddick – Charon
- Anjelica Huston – Dyrektorka
- Saïd Taghmaoui – Starszy
- Jason Mantzoukas – Tick Tock Man
- Jerome Flynn - Berrada
- Randall Duk Kim - Doktor

## Produkcja
W czerwcu 2017 potwierdzono prace nad trzecią częścią serii. Duża część powracających aktorów potwierdziła swój udział w lutym 2018. Film został nakręcony w Nowym Jorku, Montrealu i Maroku.

## Premiera
Film był dystrybuowany w kinach od 15 maja 2019, kiedy rozpoczęto wyświetlanie m.in. w Wielkiej Brytanii i Irlandii. Dwa dni później pojawił się w Polsce i USA.

## Odbiór

### Box office
W Stanach Zjednoczonych i Kanadzie film zarobił 171 mln USD. W innych krajach przychody wyniosły blisko 156, a łączny przychód blisko 327 milionów dolarów.

### Krytyka w mediach
Film spotkał się z pozytywną reakcją krytyków. W serwisie Rotten Tomatoes 89% z 361 recenzji uznano za pozytywne, a średnia ocen na ich podstawie wyniosła 7,5/10. Na portalu Metacritic średnia ocen z 50 recenzji wyniosła 73 punkty na 100.